# Claudine Schneider

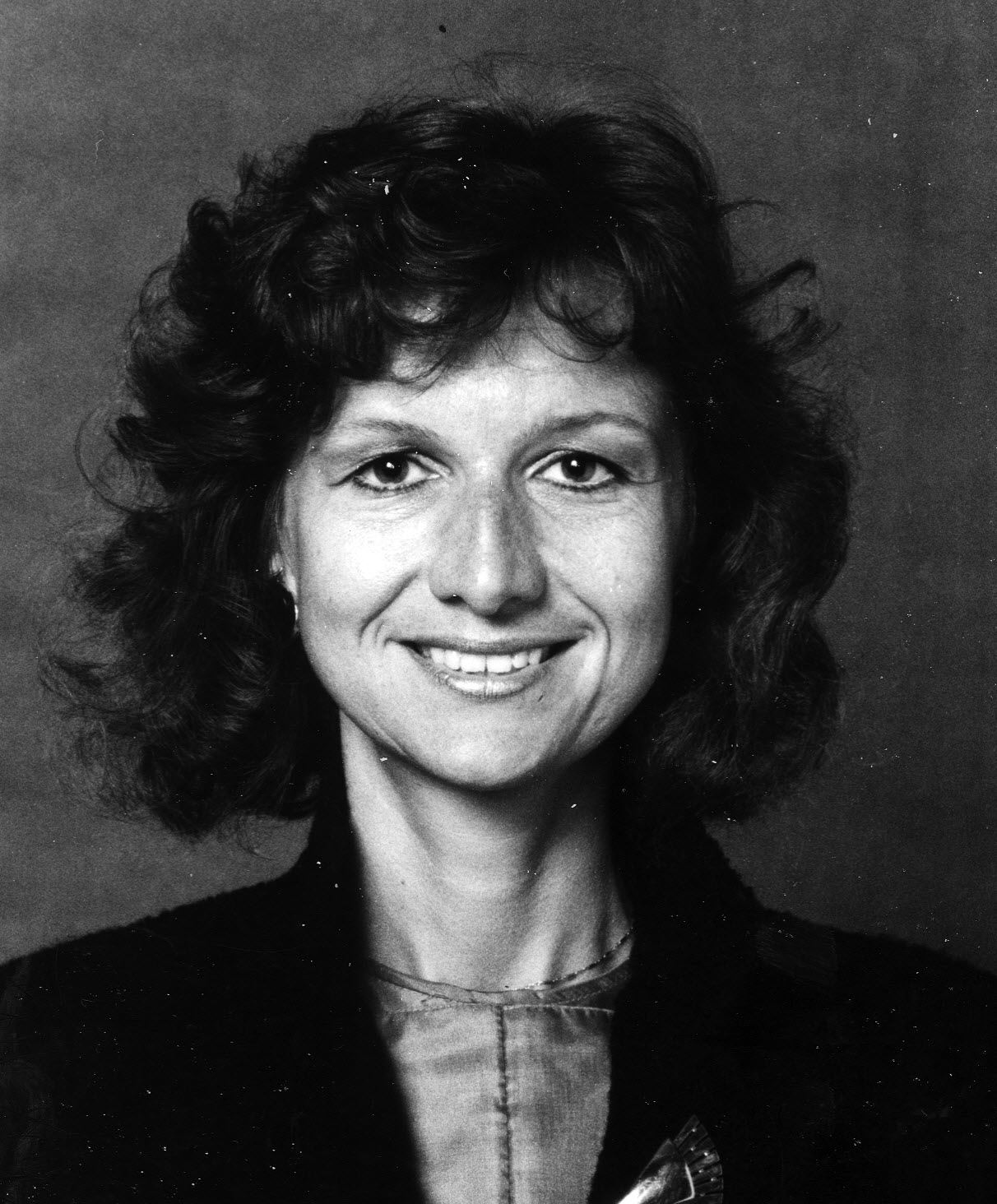
Claudine Schneider

Claudine Schneider (* 25. März 1947 in Clairton, Allegheny County, Pennsylvania) ist eine US-amerikanische Politikerin. Zwischen 1981 und 1991 vertrat sie den zweiten Wahlbezirk des Bundesstaates Rhode Island im US-Repräsentantenhaus.

## Werdegang
Claudine Schneider wurde am 25. März 1947 als Claudine Cmarda geboren. Sie besuchte zunächst die öffentlichen Schulen ihrer Heimat. Später studierte sie an der Universität Barcelona in Spanien, am Rosemont College in Pennsylvania und am Windham College in Vermont. An der University of Rhode Island studierte sie das Fach Stadtentwicklung und Planung.
Im Jahr 1973 gründete sie in Rhode Island den Energieausschuss dieses Staates (Rhode Island Committee on Energy). Im Jahr 1974 wurde sie Direktorin der Stiftung für Umweltschutzgesetze (Conservation Law Foundation). 1978 war sie als Bundesbeauftragte für das Entwicklungsprogramm der Küstenregion für Rhode Island zuständig. Damals war sie auch Produzentin und Gastgeberin von Fernsehsendungen, die sich mit öffentlichen Angelegenheiten der Region befassten.
Schneider schloss sich der Republikanischen Partei an. 1980 wurde sie im zweiten Distrikt von Rhode Island in das US-Repräsentantenhaus in Washington gewählt, wo sie am 3. Januar 1981 die Nachfolge von Edward Beard von der Demokratischen Partei antrat. Nach vier Wiederwahlen konnte sie bis zum 3. Januar 1991 insgesamt fünf Legislaturperioden im Kongress absolvieren.
Im Jahr 1990 verzichtete sie auf eine weitere Kandidatur für das Repräsentantenhaus. Stattdessen bewarb sie sich erfolglos um einen Sitz im US-Senat. Nach dem Ende ihrer Zeit im Kongress war sie Mitglied der Fakultät der John F. Kennedy School of Government an der Harvard University. Heute ist Claudine Schneider in Boulder (Colorado) als unabhängige Beraterin, vor allem in Fragen des Umweltschutzes, tätig.
Im US-Präsidentschaftswahlkampf 2024 unterstützte Schneider die Kampagne Republicans for Harris.

## Einzelnachweis
1. ↑  "Für unsere Freiheit"– Jetzt wenden sich Republikaner von Trump ab. In: t-online. 6. August 2024, abgerufen am 7. August 2024.

| Personendaten    | Personendaten                            |
| ---------------- | ---------------------------------------- |
| NAME             | Schneider, Claudine                      |
| KURZBESCHREIBUNG | US-amerikanische Politikerin             |
| GEBURTSDATUM     | 25. März 1947                            |
| GEBURTSORT       | Clairton, Allegheny County, Pennsylvania |